# Amalga
Amalga es una ciudad en el condado de Cache, estado de Utah, Estados Unidos.

## Demografía
Según el censo de 2000, la población era de 427 habitantes, con un ligero aumento desde 1990, cuando la población era de 366 habitantes. Había 119 casas y 106 familias residían en la ciudad. La densidad de población era 48,9 habitantes/km². Había 123 unidades de alojamiento con una densidad media de 14,1 unidades/km².
La máscara racial de la ciudad era 93,91% blanco, 0,47% asiático, 0,23% de las islas del Pacífico, 4,92% de otras razas y 0,47% de dos o más razas. Los hispanos o latinos de cualquier raza eran el 9,84% de la población.
Había 119 casas, de las cuales el 58,8% tenía niños menores de 18 años, el 81,5% eran matrimonios, el 4,2% tenía un cabeza de familia femenino sin marido, y el 10,9% no son familia. El 10,9% de todas las casas tenían un único residente y el 5,0% tenía sólo residentes mayores de 65 años. El promedio de habitantes por hogar era de 3,59 y el tamaño medio de familia era de 3,87.
El 39,8% de los residentes es menor de 18 años, el 8,4% tiene edades entre los 18 y 24 años, el 30,9% entre los 25 y 44, el 12,9% entre los 45 y 64, y el 8,0% tiene 65 años o más. La media de edad es de 27 años. Por cada 100 mujeres había 93,8 hombres. Por cada 100 mujeres de 18 años o más, había 104,0 hombres.
El ingreso medio por casa en la ciudad era de 42.143$, y el ingreso medio para una familia era de 44,375$. Los hombres tenían un ingreso medio de 37.500$ contra 21.607$ de las mujeres. Los ingresos per cápita para la población eran de 14.106$. Aproximadamente el 7,5% de las familias y el 9,2% de la población está por debajo del nivel de pobreza, incluyendo el 12,3% de menores de 18 años y el 5,0% de mayores de 65 años.

## Geografía
Amalga se encuentra en las coordenadas 41°51′49″N 111°53′35″O / 41.86361, -111.89306. A una altitud de 429 metros.
Según la oficina del censo de Estados Unidos, la población tiene una superficie de 9,1 km². De los cuales 8,7 km² son tierra y 0,4 km² (un 4,26%) están cubiertos de agua. La mayor parte de esta agua está localizada en un pantano al Norte de la fábrica de quesos.

## Economía
En la ciudad está la planta de quesos "Cache Valley Cheese", la fábrica de queso suizo más grande en el mundo.
Gran parte de la población de la ciudad son ganaderos. Se dedican a la producción de leche, muchas familias poseen sus propios rebaños.

## Sociología
La gran mayoría de la población pertenece a la Iglesia de Jesucristo de los Santos de los Últimos Días, conocidos como mormones. Amalga no tiene oficina de correos, y todo su correo es derivado por el cercano Smithfield.